# Смотровая башня

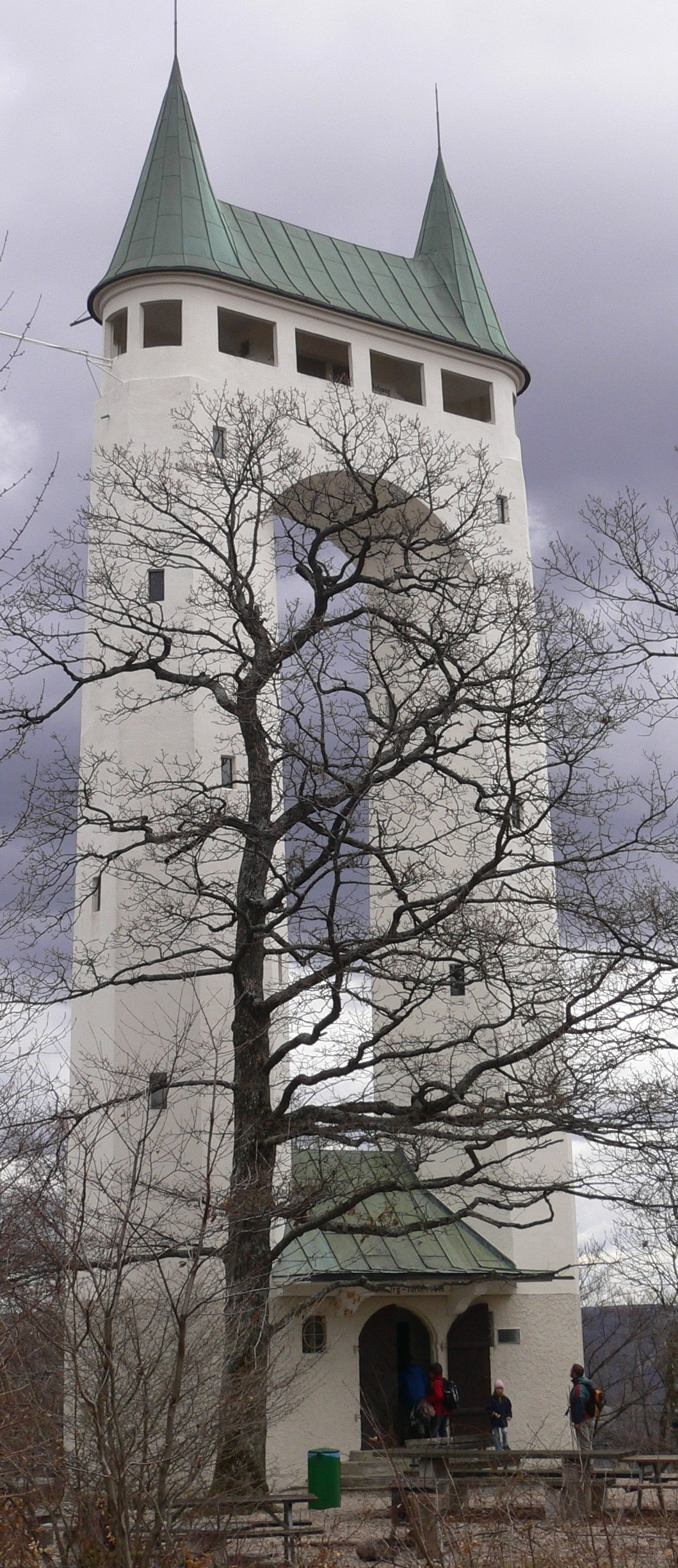
Смотровая башня Шёнбергтурм в Пфуллингене

Смотровая башня — высокое сооружение, позволяющее со значительной высоты обозревать окрестности. Такая конструкция, как правило, строится на возвышенностях и должна возвышаться над самыми высокими деревьями. В отличие от старинных сторожевых башен, смотровые предназначены не для охраны и наблюдения за приближением врага, а для удовольствия. Чаще всего с площадки на самом верху смотровой башни имеется возможность обзора во все стороны. Активное строительство смотровых башен началось в XIX веке, когда в моду вошли туризм и путешествия. Такие сооружения позволяли любоваться живописными видами и становились отдельной достопримечательностью региона. В большинстве старых смотровых башен нет лифта, а высота варьируется от 5 до 40 метров.

## История
Самые старые смотровые башни появились в конце XVIII века. Их строили в своих владениях представители знати, как увеселительный объект. В XIX веке возведением смотровых башен стали заниматься местные власти во многих областях Европы и США. Эти объекты становились центрами притяжения туристов или местом отдыха городских жителей. Апогеем этой деятельности стали времена Германской империи (1871—1918), когда в немецких землях после отставки рейхсканцлера Отто фон Бисмарка в 1890 году началось строительство 240 смотровых башен, названных его именем. В эту же эпоху были созданы такие известные сооружения, как башни Кайзертурм и Кайзер-Вильгельм-Турм.
В Австрии и Швейцарии многие смотровые площадки были построены альпийскими и туристическими ассоциациями.
В XIX веке большинство башен возводились из кирпича, однако строились также деревянные или металлические конструкции. Практически повсеместно наверх можно было подняться только по лестнице.

## Функциональные особенности
Нередко смотровые башни использовались и как наблюдательные. Это происходило в засушливое время, когда возникала опасность возникновения лесных пожаров. В таких случаях местные власти организовывали постоянное дежурство на смотровой площадке. Во время военных конфликтов на смотровых башнях размещались наблюдатели для подачи сигнала в случае приближения вражеских самолётов. Иногда там мог находится и зенитный пост. Ещё одной важной функцией стало размещение на башнях антенн для радиотрансляций или других нужд. Некоторые высотные сооружения и сейчас используются для крепления радиопередатчиков, передатчиков мобильной связи и пр.
Смотровые площадки размещены и на таких известных сооружениях, созданных на рубеже XIX—XX веков, как Эйфелева башня, Блэкпульская башня и Берлинская радиобашня.
Во второй половине XX века вновь вырос интерес к строительству смотровых башен. Так, в 1958 году возник план создания семи смотровых вышек в природном парке «Пфальцский лес». Стали возводиться очень высокие сооружения, например, Скайлонская башня у Ниагарского водопада или Дунайская башня в венском Донаупарке. На многих из этих конструкций имеется и лифт.

## Галерея

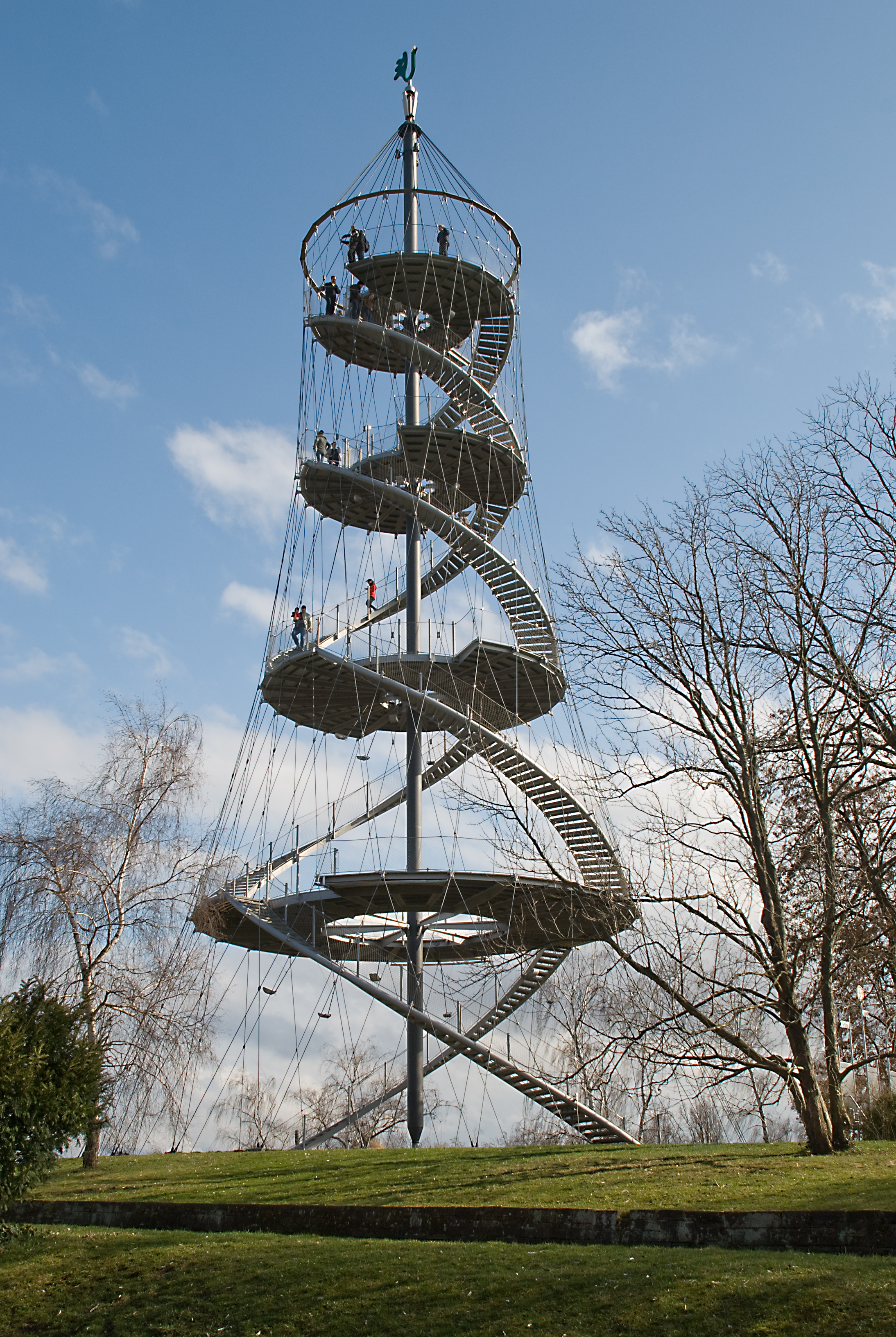
Смотровая башня Киллесберг[нем.] в Штутгарте
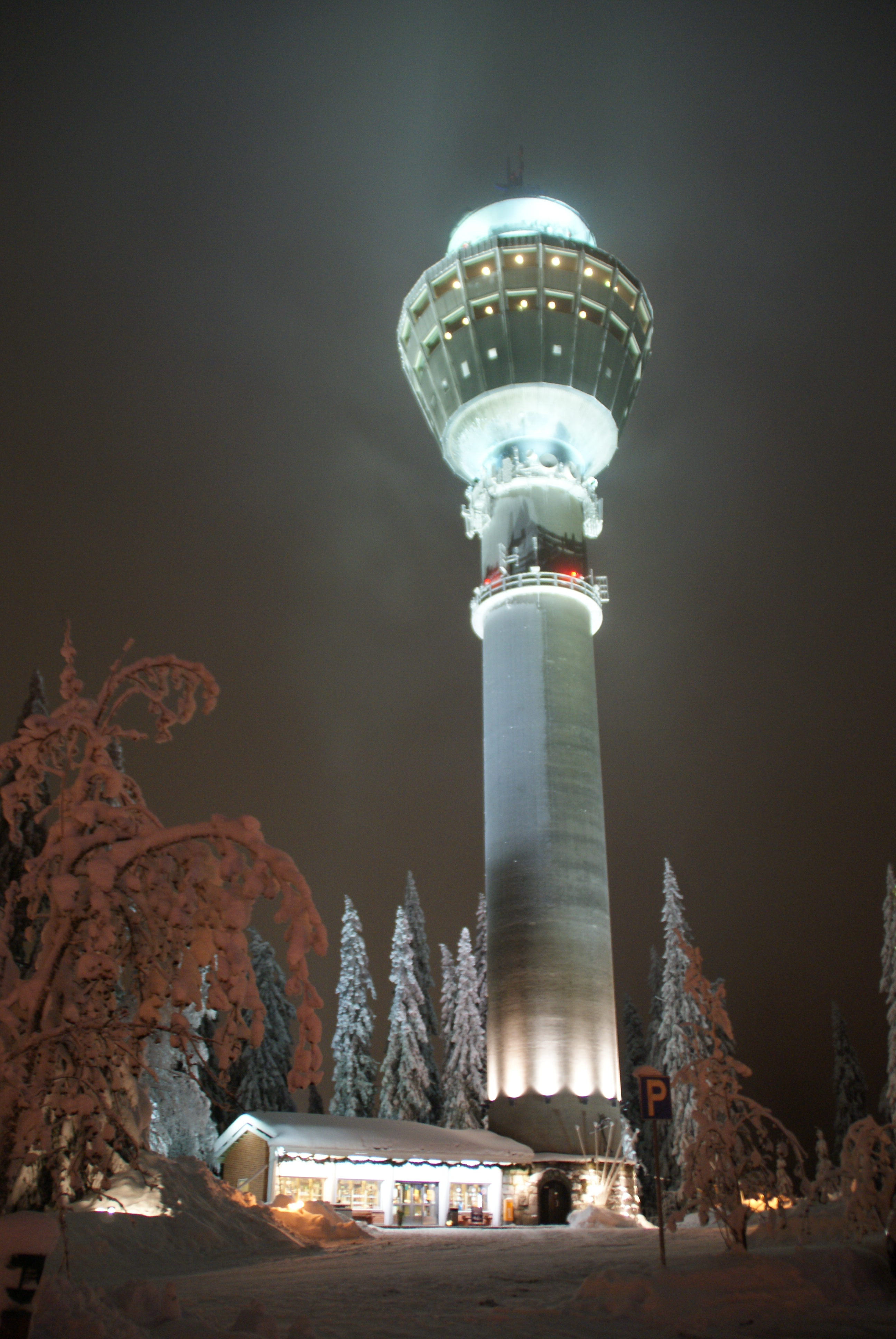
Смотровая башня Пуййо в Куопио
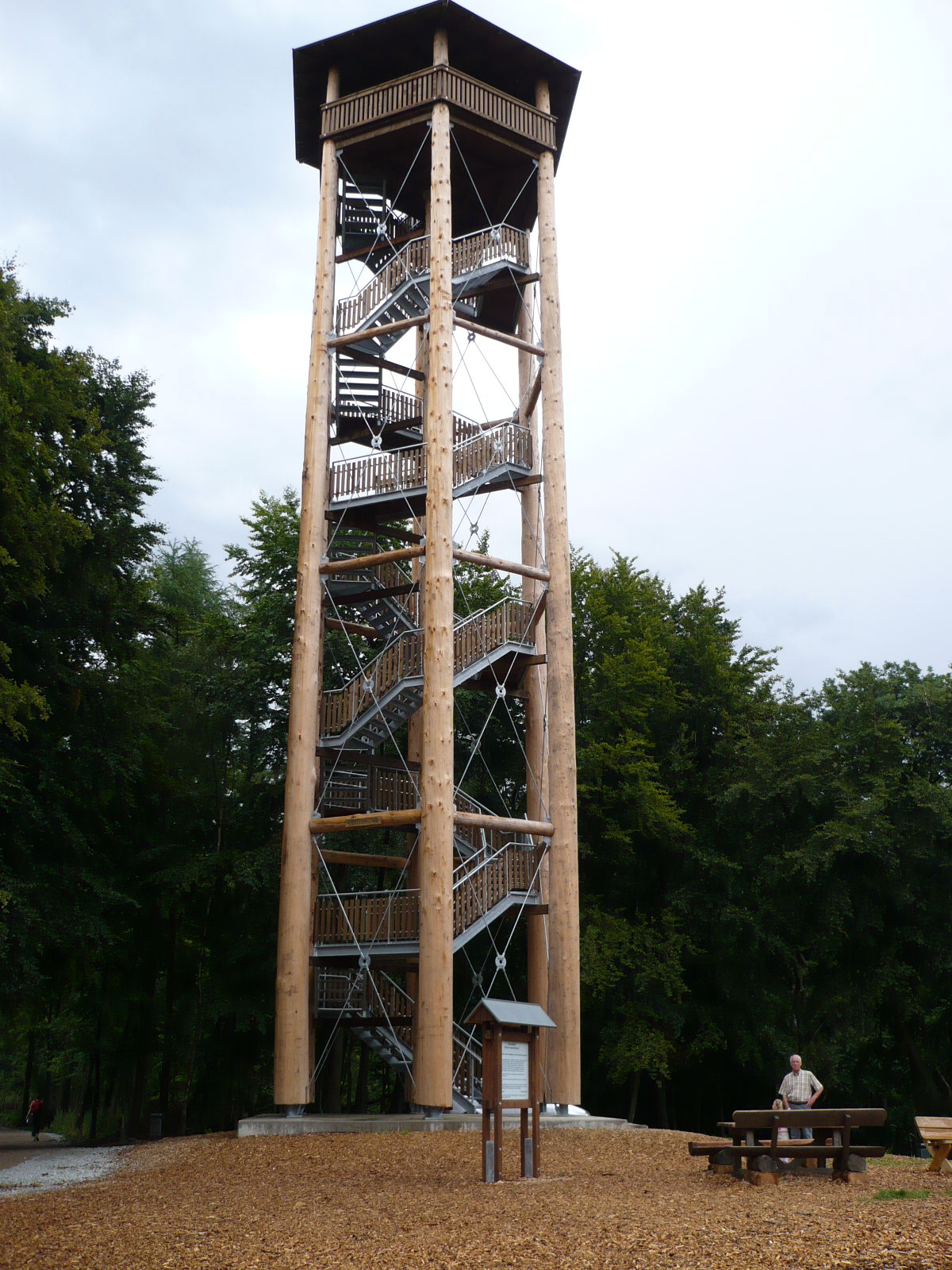
Смотровая башня Оттосхёэ[нем.] около Оснабрюка
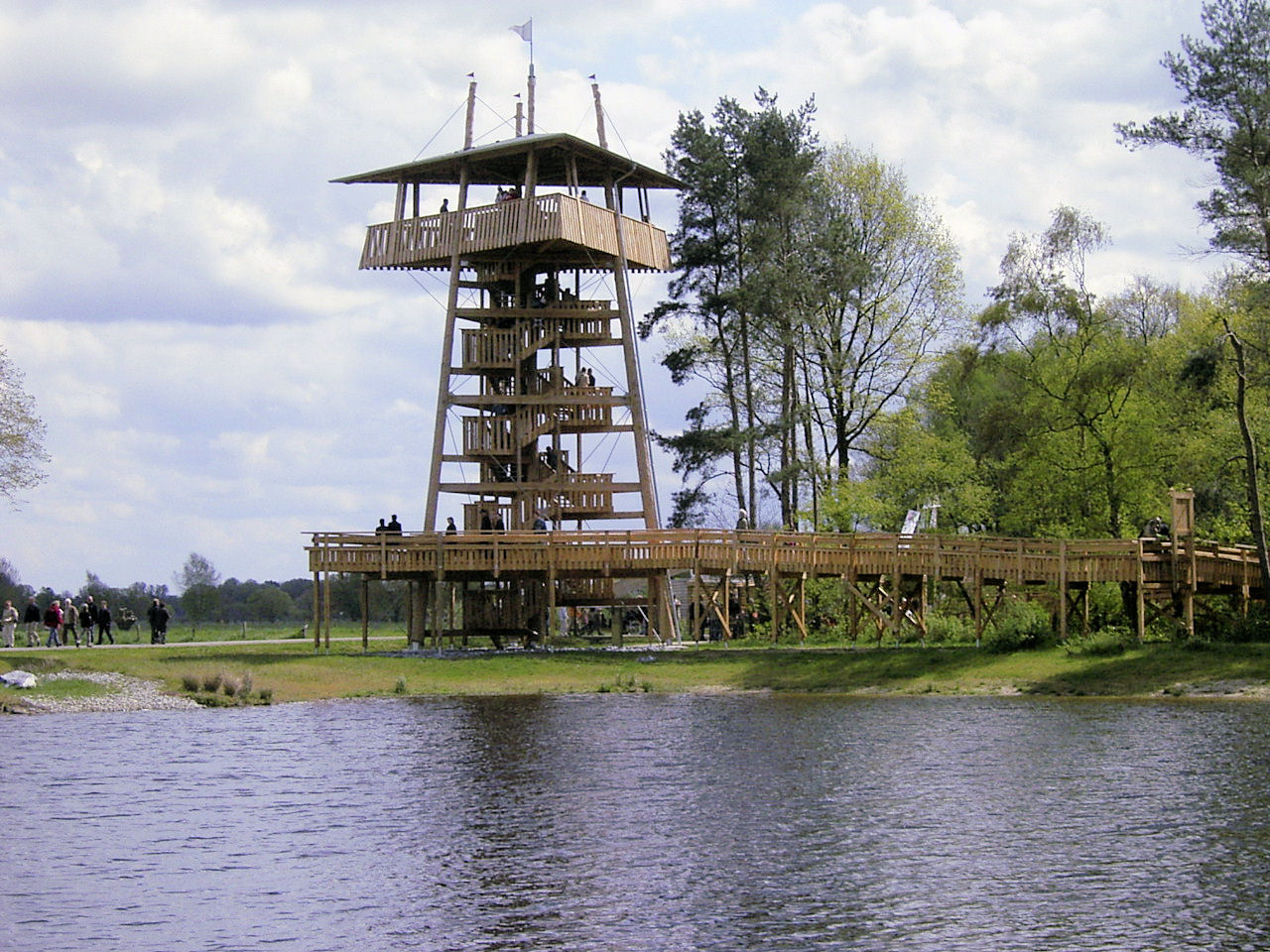
Смотровая башня в Ритберге
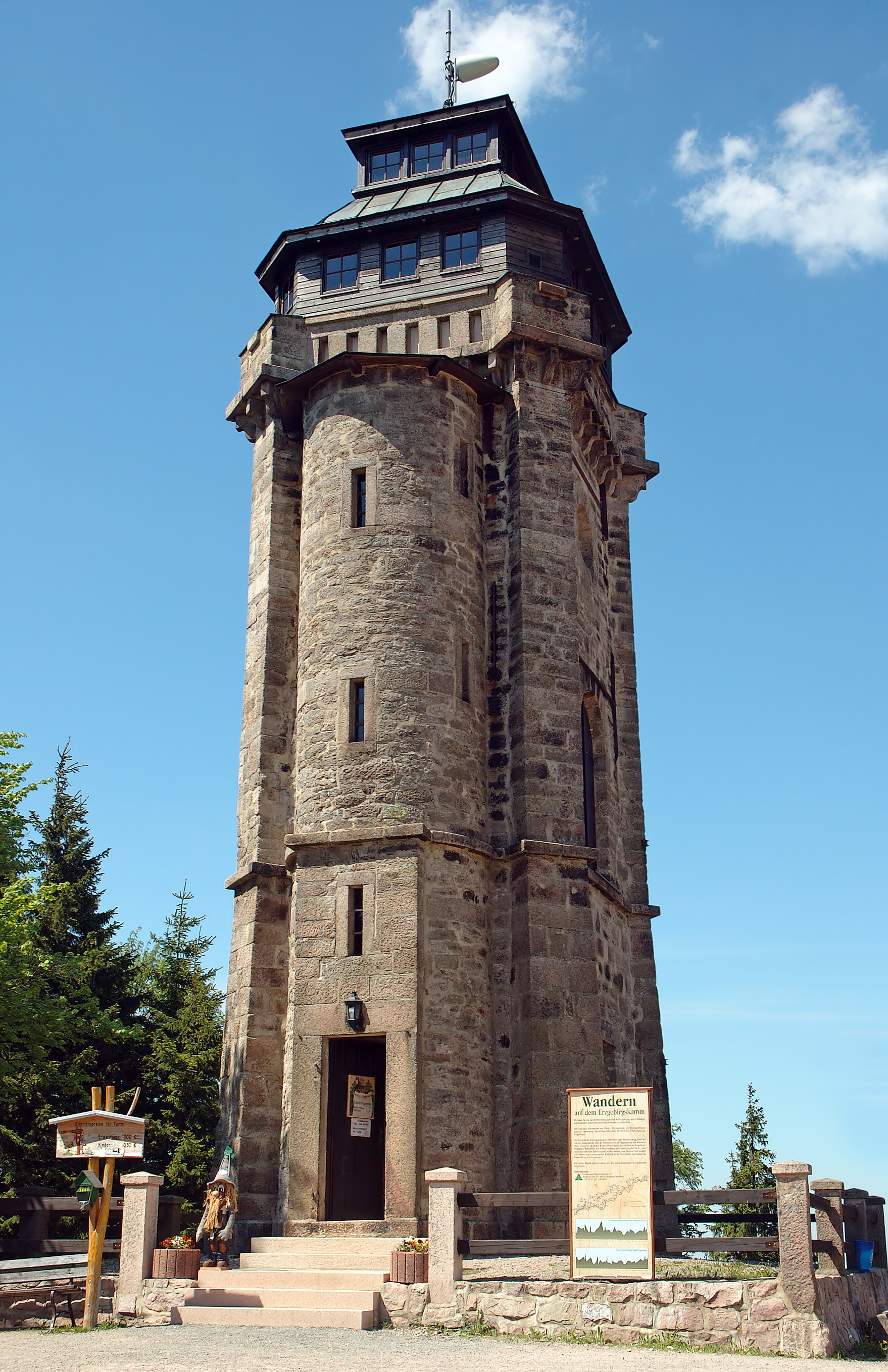
Смотровая башня на горе Ауэрсберг[нем.] в регионе Рудные Горы
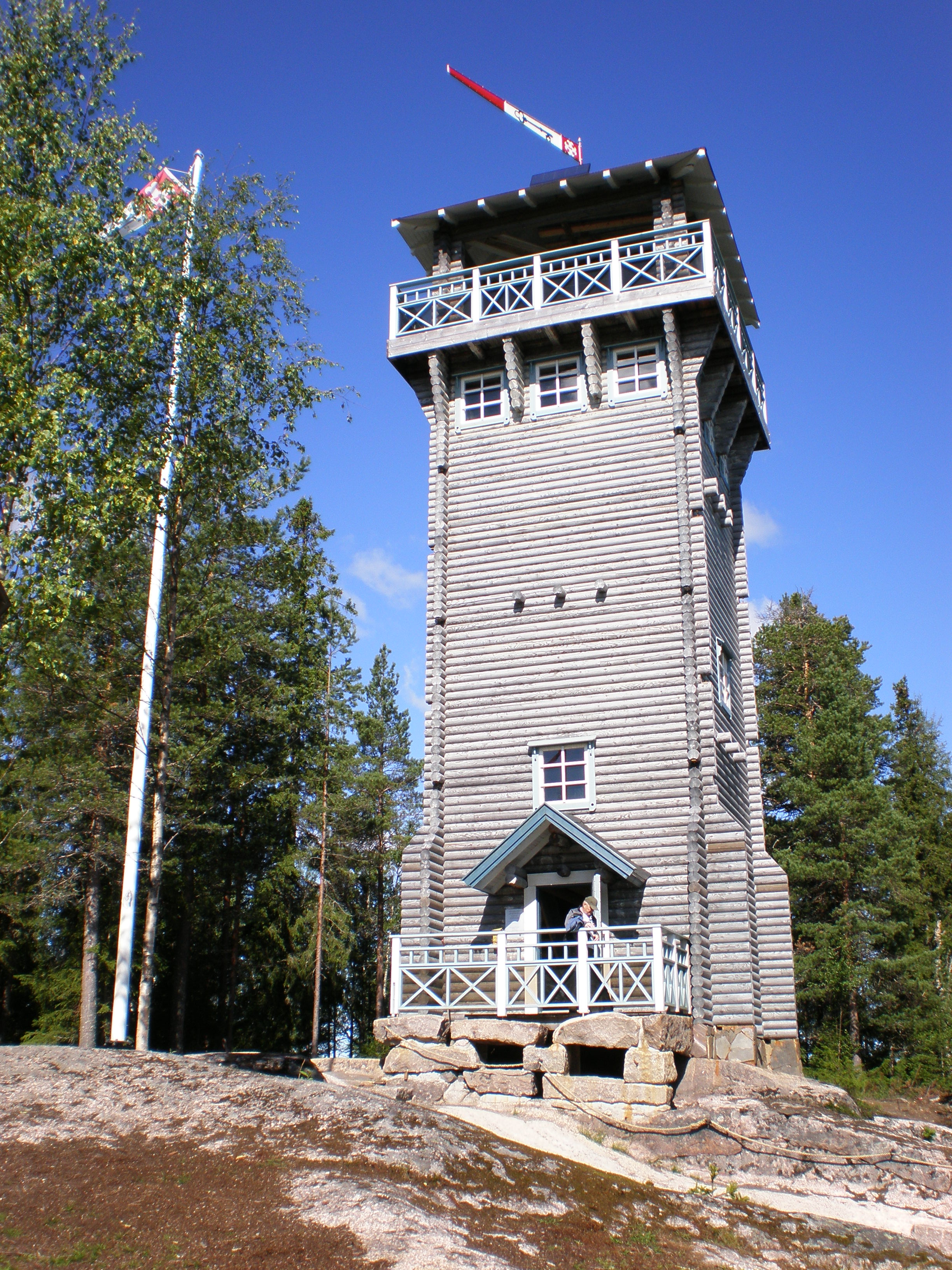
Смотровая башня в финской коммуне Карстула
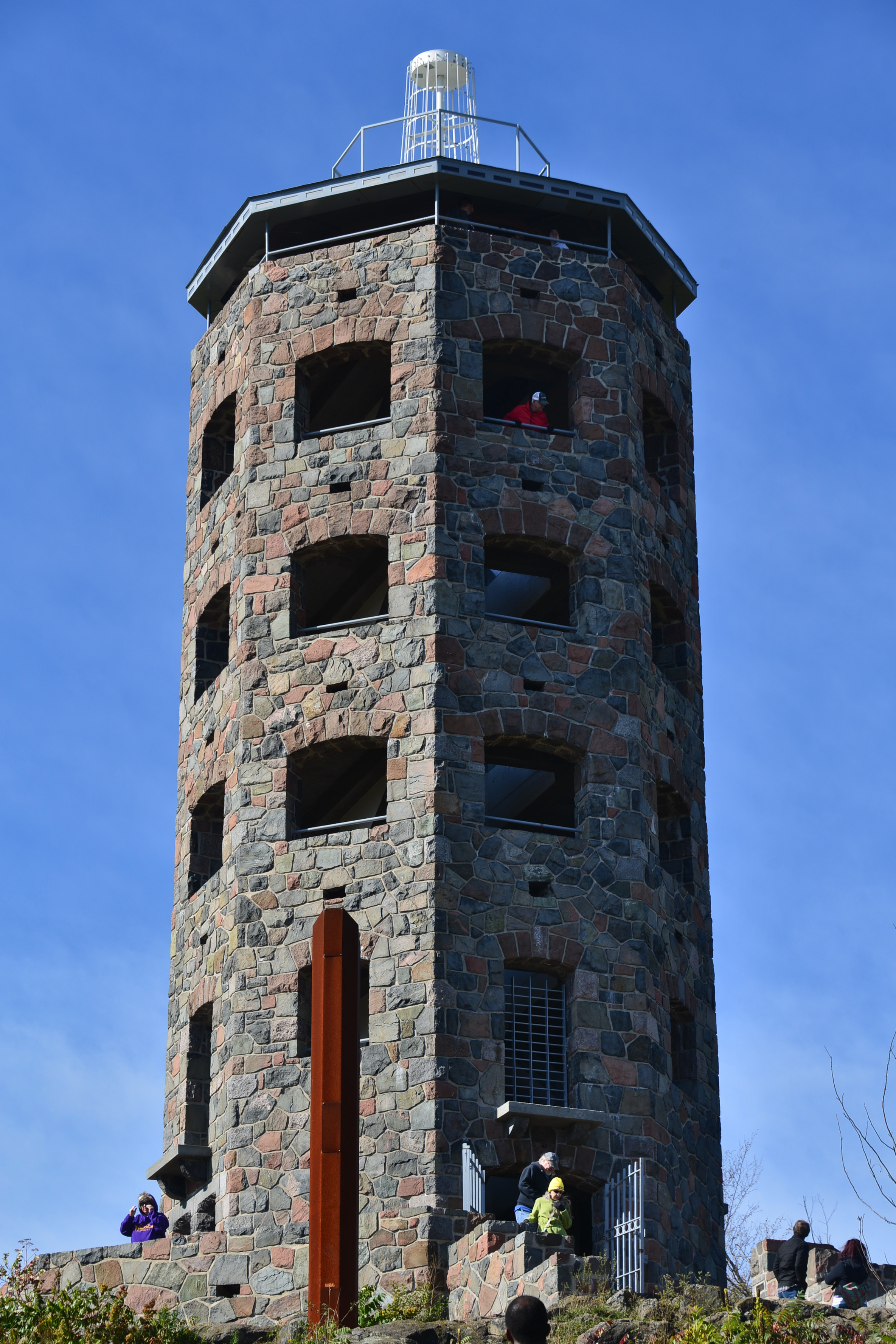
Смотровая башня Энгер[англ.] в Миннесоте
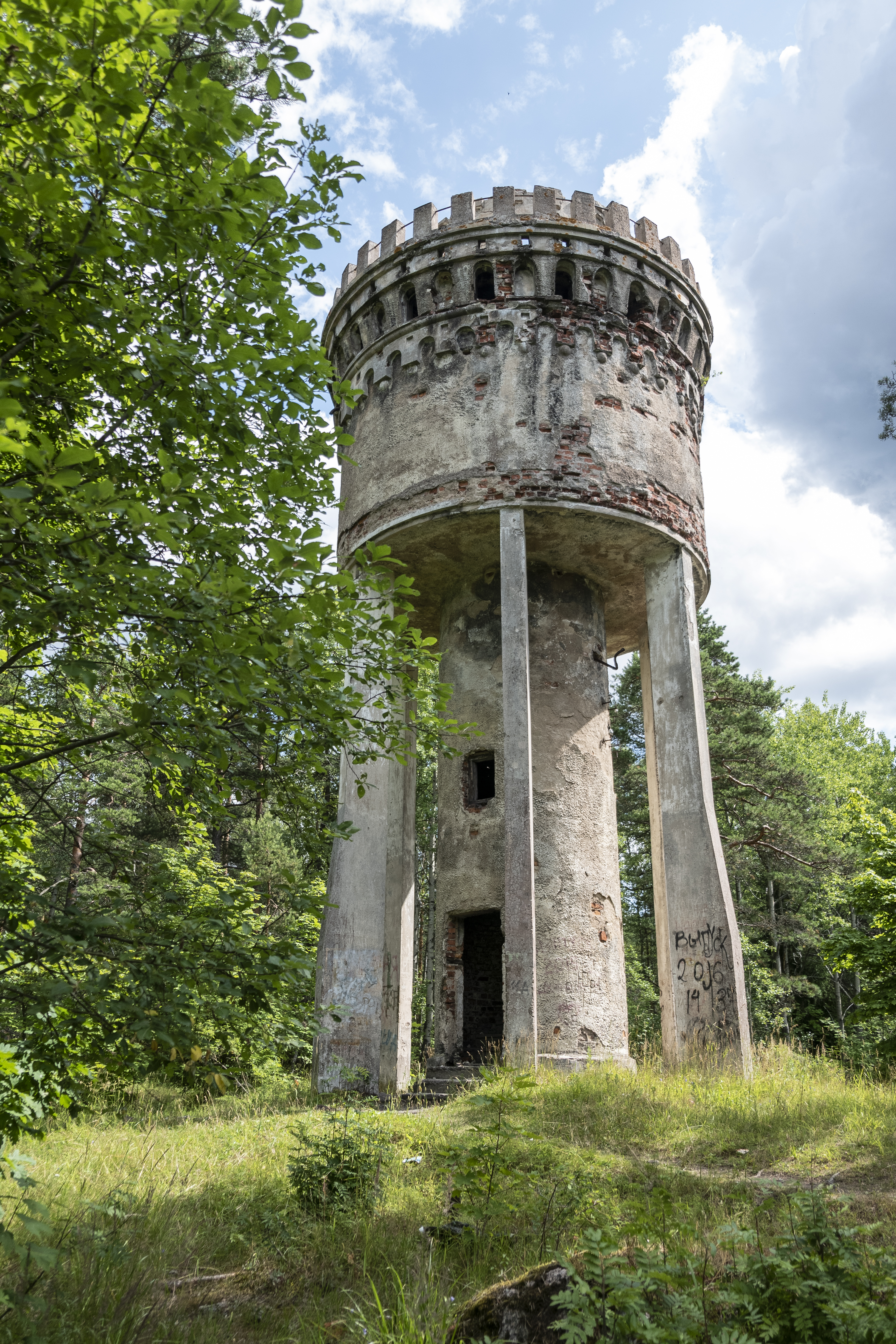
Смотровая башня в Выборге
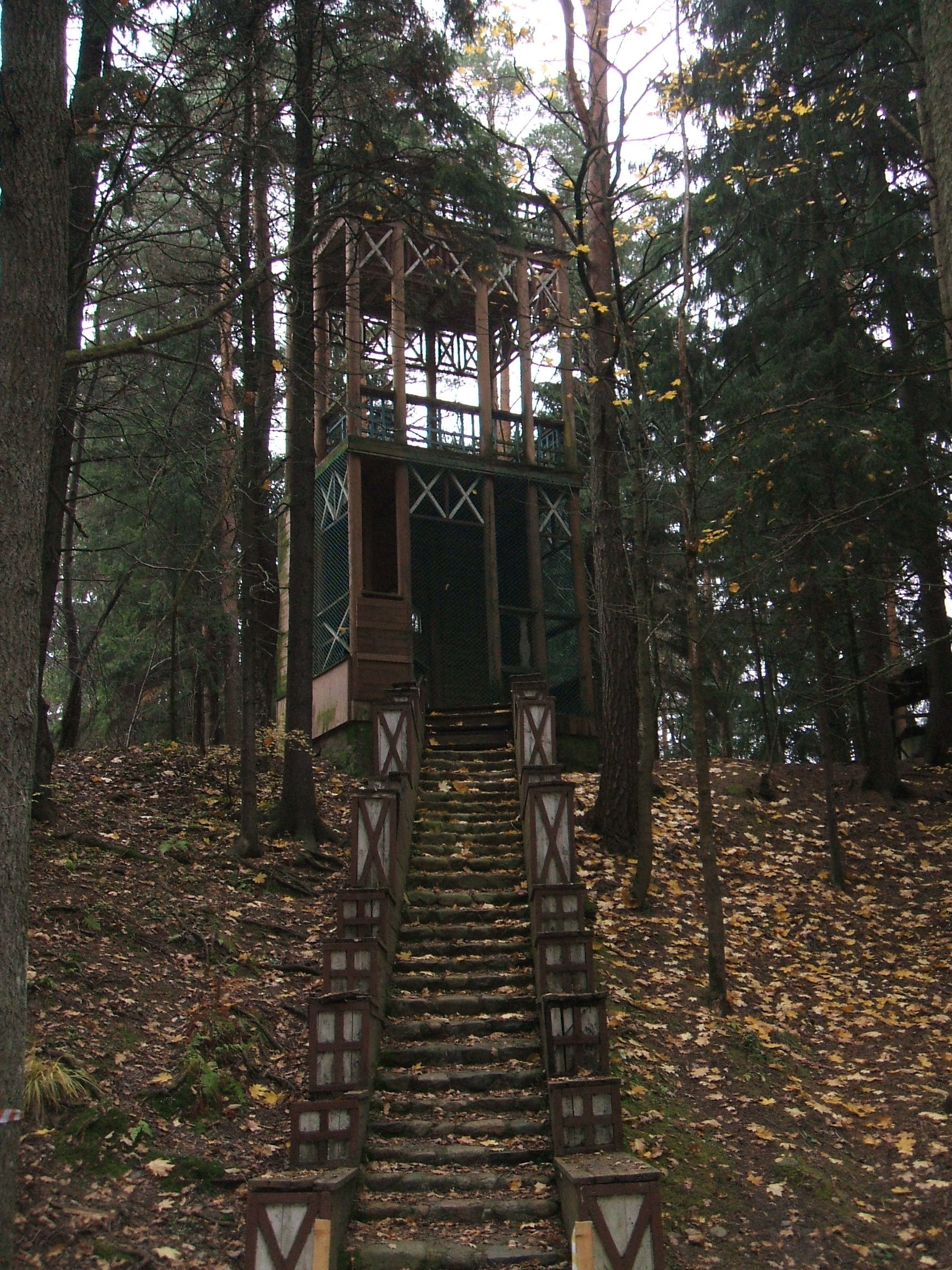
Бывшая смотровая башня в усадьбе «Пенаты» под Санкт-Петербургом